# Arno Wetzel
Arno Wetzel (* 23. April 1890 in Rödlitz; † 19. November 1977 in Schöneck/Vogtl.) war ein deutscher Zoologe und Hochschullehrer.

## Leben
Wetzel war zunächst von 1913 bis 1917 Lehrer an verschiedenen Deutschen Schulen in Südamerika. Darauf folgend studierte er ab 1920 Zoologie, Botanik, Mineralogie und Chemie an der Universität Leipzig, an der er sich 1924 in Zoologie mit der Dissertation Vergleichende cytologische Untersuchungen an Ciliaten zum Dr. phil. promovierte. Er blieb an der Universität und habilitierte sich dort 1929 mit der Arbeit Der Faulschlamm und seine ciliaten Leitformen. Von 1929 bis 1936 war er weiter als Privatdozent für Zoologie in Leipzig tätig.
Wetzel übernahm 1935 neben seiner universitären Tätigkeit eine Anstellung als Lehrer an der höheren Handelsschule in Hohenstein-Ernstthal. 1936 erfolgte dann die Ernennung zum nichtplanmäßigen, außerordentlichen Professor für Zoologie und Vergleichende Anatomie an der Mathematisch-Naturwissenschaftlichen Abteilung der Philosophischen Fakultät der Universität Leipzig. Diese Stellung hatte er bis 1945 inne.
1952 wurde Wetzel dann zum Professor mit vollem Lehrauftrag für Zoologie und Vergleichende Anatomie an der Mathematisch-Naturwissenschaftlichen Fakultät der Universität Leipzig berufen, 1956 schließlich zum Professor mit Lehrstuhl für Zoologie an der Philosophischen Fakultät.

## Publikationen (Auswahl)
- Vergleichend cytologische Untersuchungen an Ciliaten, Fischer, Jena 1925.
- Der Faulschlamm und seine ziliaten Leitformen, Springer, Berlin 1928.
- mit Alfred Kaestner: Lehrbuch der speziellen Zoologie, 2 Bände, Stuttgart 1963
- Technische Hydrobiologie: Trink-, Brauch-, Abwasser, Akademische Verlagsgesellschaft Geest und Portig, Leipzig 1969